# Tossal del Mas de Nadal
El Tossal del Mas de Nadal és una muntanya de 526 metres que es troba al municipi de Massoteres, a la comarca catalana de la Segarra.
Al cim podem trobar-hi un vèrtex geodèsic (referència 269105001).
Aquest cim està inclòs al llistat dels 100 cims de la FEEC